# Jodie Guilliams
Jodie Guilliams (Hasselt, 26 april 1997) is een Belgische volleybalster. Ze speelt als receptie-hoekspeelster.

## Levensloop
In haar jeugd speelde Jodie Guilliams al van kinds af aan bij Landense SV, en vanaf 2010 bij de Lizards Lubbeek. Ze volgde het volleybalschoolprogramma van de Topsportschool in Vilvoorde, daar wisselde ze van haar gebruikelijke opposite positie naar receptie-hoekspeler.
Jodie Guilliams debuteerde in 2014 bij VC Oudegem, speelde onder meer mee in de CEV Challenge Cup verhuisde na drie seizoenen en na vicekampioen geworden te zijn met haar team naar Asterix Avo Beveren waar ze de dubbel van kampioenstitel en beker mee bereikte, ging in 2018 internationaal naar Duitsland toen ze bij Ladies in Black Aachen begon waar ze zowel in de DVV-Pokal als in de Playoffs van de Bundesliga de halve finales bereikte met Aachen. In 2019 maakte ze de overstap naar het Duitse Rote Raben Vilsbiburg. Ze speelde van 2019 tot 2022 voor de Rote Raben. In 2022 stapte ze over naar VC Wiesbaden. In 2023 keerde ze terug naar de Belgische competitie, alwaar ze aan de slag ging bij VDK Gent.
In 2013 speelde ze voor de nationale juniorenploeg mee in de Europese kwalificaties van de wereldbeker, getraind door Julien Van de Vijver. In 2014 speelde ze met de Young Yellow Tigers op het Europees Kampioenschap U19. Jodie Guilliams debuteerde in 2017 in de Belgische nationale ploeg tijdens de FIVB Volleyball World Grand Prix en maakte deel uit van het team bij de FIVB Nations League vrouwen 2018 en FIVB Nations League vrouwen 2019.
Guilliams heeft een relatie met voetballer Ortwin De Wolf.

## Palmares

### Individueel
- 2016/17:  Kampioenschap van België - beste hoekspeelster
- 2017/18:  Beker van België - beste recuperatie
- 2023/24: Supercup - MVP